# 1807
Промислова революція •  Російська імперія • Наполеонівські війни

## Геополітична ситуація
Імператор Російської імперії — Олександр I (до 1825). Україну розділено між двома державами. Королівство Галичини та Володимирії належить Австрії. Правобережжя, Лівобережжя та Крим належать Російській імперії. Задунайська Січ існує під протекторатом Османської імперії.
В Османській імперії султана Селіма III змінив Мустафа IV (до 1808). Під владою османів перебувають Близький Схід та Єгипет, Середземноморське узбережжя Північної Африки, частина Закавказзя, значні території в Європі: Греція, Болгарія і Сербія. Васалами османів є Волощина та Молдова.
Австрійську імперію очолює Франц II (до 1835). Вона охоплює, крім власне австрійських земель, Угорщину з Хорватією, Трансильванію, Богемію. Частина колишніх імперських земель об'єдналася в Рейнський союз. Король Пруссії — Фрідріх-Вільгельм III (до 1840). Баварське королівство очолює Максиміліан I (до 1825).
Першу французьку імперію очолює Наполеон I (до 1814). Франція має колонії в Карибському басейні, Південні Америці та Індії. Король Іспанії — Карл IV (до 1808). Королівству Іспанія належать Нова Іспанія, Нова Гранада, Віцекоролівство Перу, Внутрішні провінції та Віцекоролівство Ріо-де-ла-Плата в Америці, Філіппіни. У Португалії королює Марія I (до 1816). Португалія має володіння в Бразилії, в Африці, в Індії, в Індійському океані й Індонезії. На троні Великої Британії сидить Георг III (до 1820). Британія має колонії в Північній Америці, на Карибах та в Індії.
Сполучені Штати Америки займають територію частини колишніх британських колоній та купленої у Франції Луїзіани. Посаду президента США обіймає Томас Джефферсон. Територія на півночі північноамериканського континенту належить Великій Британії, вона розділена на Нижню Канаду та Верхню Канаду, територія на півдні та заході континенту належить Іспанії.
Нижні землі займає Голландське королівство. Воно має колонії в Америці, Індонезії та на Формозі. Король Данії та Норвегії — Кристіан VII (до 1808), на шведському троні сидить Густав IV Адольф (до 1837). На Апеннінському півострові Наполеоном проголошено Італійське королівство, французи також захопили континентальну частину Неаполітанського королівства.
В Ірані при владі Каджари. Імперія Маратха контролює значну частину Індостану. Зростає могутність Британської Ост-Індійської компанії. У Пенджабі виникла Сикхська держава. У Бірмі править династія Конбаун, у В'єтнамі — династія Нгуєн. У Китаї володарює Династія Цін. У Японії триває період Едо.

## Події

### В Україні
- У Миколаєві побудовано церкву Всіх Святих.

### У світі
- Англо-іспанська війна (1796—1808): 3 лютого британці захопили Монтевідео.
- 7—8 лютого відбулася битва під Ейлау, в якій Наполеону не вдалося отримати переконливої перемоги над росіянами.
- 17 лютого Анрі Крістофа обрано президентом держави Гаїті, яка відкололася від республіки Гаїті.
- 23 лютого Палата громад Британського парламенту проголосувала за скасування работоргівлі в імперії.
- 2 березня Конгрес США заборонив імпорт нових рабів у країну.
- 24 травня облога Данцига французами завершилася капітуляцією пруссько-російських захисників.
- 29 травня султан Османської імперії Селім III відрікся на користь племінника Мустафи IV.
- 9 червня Вільям Кавендіш-Бентінк, 3-й герцог Портлендський виграв вибори у Великій Британії.
- 14 червня Наполеон розгромив російську армію в битві під Фрідландом.
- 5 липня британці вдруге напали на Буенос-Айрес і зазнали важкої поразки.
- 7—9 липня укладено договори Тільзитського миру.
- 9 жовтня в Пруссії скасовано кріпацтво.
- 19 листопада розпочалося французьке вторгнення в Португалію.
- 29 листопада португальський принц-регент Жуан і його двір втекли з Лісабона до Ріо-де-Жанейро.
- 30 листопада французькі війська здобули Лісабон й встановили в Португалії окупаційний режим.

### Наука
- Генріх Вільгельм Маттеус Ольберс відкрив астероїд Весту.
- Гамфрі Деві виділив Натрій та Калій.
- Роберт Фултон збудував перший пароплав «Клермонт».
- Самюель Ганеман запровадив термін гомеопатія.
- Медаль Коплі отримав лікар і зоолог Еверард Гом.

### Культура
- Томас Пейн опублікував «Століття розуму».
- Георг Вільгельм Фрідріх Гегель видав «Феноменологію духу».

## Народились
Дивись також Категорія:Народились 1807
- 19 січня — Роберт Едвард Лі, командувач армією Конфедерації (південних штатів) під час громадянської війни у США
- 27 лютого — Генрі Водсворт Лонгфелло, американський поет
- 4 липня — Джузепе Гарібальді, італійський патріот, народний герой, один із лідерів руху за об'єднання Італії

## Померли
Дивись також Категорія:Померли 1807